# Ullrich Pretorius
Pas d'image ? Cliquez ici

a Compétitions nationales et continentales officielles uniquement.

Dernière mise à jour le 29 juillet 2024.
Ullrich de Beer Pretorius, né le 21 novembre 1988, est un joueur sud-africain de rugby à XV évoluant au poste de talonneur.

## Carrière
Ullrich Pretorius commence sa carrière professionnelle avec les Boland Cavaliers en Afrique du Sud après être passer chez les Natal Sharks.
Au début de la saison 2014-2015, il rejoint Montluçon Rugby en fédérale 1.
Durant la saison 2015-2016, il évolue avec l'ASRC Chalon avant de rejoindre le RC Strasbourg pour deux saisons en 2016.
Il rejoint l'US Bressane à l'automne 2018 en tant que joker médical de Quentin Traversier mais il se blesse dès sa première apparition face au Stade aurillacois et est forfait pour le reste de la saison. 
Il signe au Stado Tarbes Pyrénées rugby durant l'été 2019. Il met un terme à sa carrière en 2022, à la suite d'une grave blessure aux cervicales.